# Machézal
Machézal – miejscowość i gmina we Francji, w regionie Owernia-Rodan-Alpy, w departamencie Loara.
Według danych na rok 1990 gminę zamieszkiwało 306 osób, a gęstość zaludnienia wynosiła 22 osób/km² (wśród 2880 gmin regionu Rodan-Alpy Machézal plasuje się na 1323. miejscu pod względem liczby ludności, natomiast pod względem powierzchni na miejscu 848.).